# Hydrotaea silva
Hydrotaea silva är en tvåvingeart som beskrevs av Hsue 1976. Hydrotaea silva ingår i släktet Hydrotaea och familjen husflugor. Inga underarter finns listade i Catalogue of Life.